# Hibana flavescens
Hibana flavescens là một loài nhện trong họ Anyphaenidae.
Loài này thuộc chi Hibana. Hibana flavescens được Joachim Schmidt miêu tả năm 1971.